# This Is a Long Drive for Someone with Nothing to Think About
This Is a Long Drive for Someone with Nothing to Think About es el álbum debut de la banda Modest Mouse. Este álbum fue realizado bajo Up Records el 16 de abril de 1996 en ambos Dual disc y Vinyl LP. El vinilo contiene 2 canciones más. El álbum fue aclamado y alabado por la crítica por su instrumentación exuberante, entrega vocal no convencional, y el tema de actualidad.

## Lista de canciones
1. "Dramamine" – 5:42
2. "Breakthrough" – 4:06
3. "Custom Concern" – 4:28
4. "Might" – 1:31
5. "Lounge" – 6:33
6. "Beach Side Property" – 6:59
7. "She Ionizes & Atomizes" – 4:21
8. "Head South" – 4:22
9. "Dog Paddle" – 2:02
10. "Novocain Stain" – 3:42
11. "Tundra / Desert" – 5:24
12. "Ohio" – 6:01
13. "Exit Does Not Exist" – 4:57
14. "Talking Shit About a Pretty Sunset" – 5:50
15. "Make Everyone Happy / Mechanical Birds" – 6:04
16. "Space Travel Is Boring" – 1:53

## Canciones extra del disco de vinilo
1. "Edit the Sad Parts"
2. "A Manic Depressive Named Laughing Boy"

- Datos: Q9087381